# Dekanat miński IV
Dekanat miński IV – jeden z siedmiu miejskich dekanatów wchodzących w skład eparchii mińskiej Egzarchatu Białoruskiego Patriarchatu Moskiewskiego.

## Parafie w dekanacie
- Parafia św. Atanazego Brzeskiego w Mińsku
  - Cerkiew św. Atanazego Brzeskiego w Mińsku
- Parafia św. Hioba w Mińsku
  - Cerkiew św. Hioba w Mińsku
- Parafia św. Pantelejmona w Mińsku
  - Cerkiew św. Pantelejmona w Mińsku
- Parafia Soboru Świętych Ziemi Białoruskiej w Mińsku
  - Cerkiew Soboru Świętych Ziemi Białoruskiej w Mińsku
- Parafia św. Tatiany w Mińsku
  - Cerkiew św. Tatiany w Mińsku
- Parafia Świętej Trójcy w Mińsku
  - Cerkiew Świętej Trójcy w Mińsku
- Parafia Wszystkich Świętych w Mińsku
  - Cerkiew Wszystkich Świętych w Mińsku
  - Cerkiew Świętej Trójcy w Mińsku

## Galeria

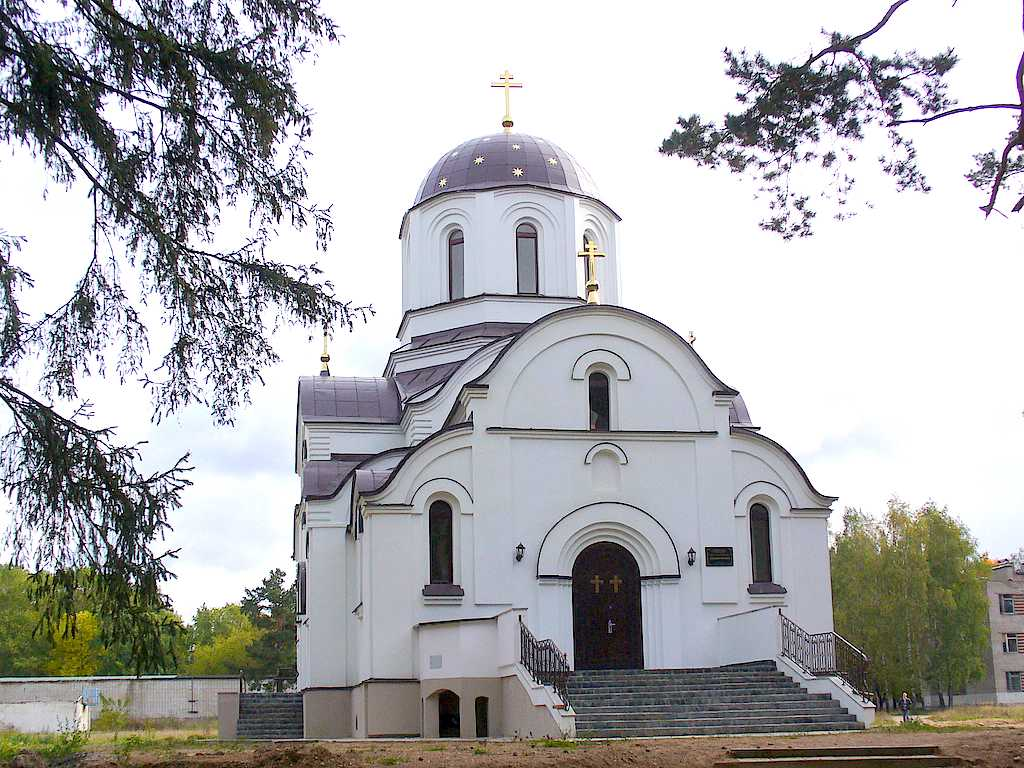
Cerkiew św. Atanazego Brzeskiego w Mińsku
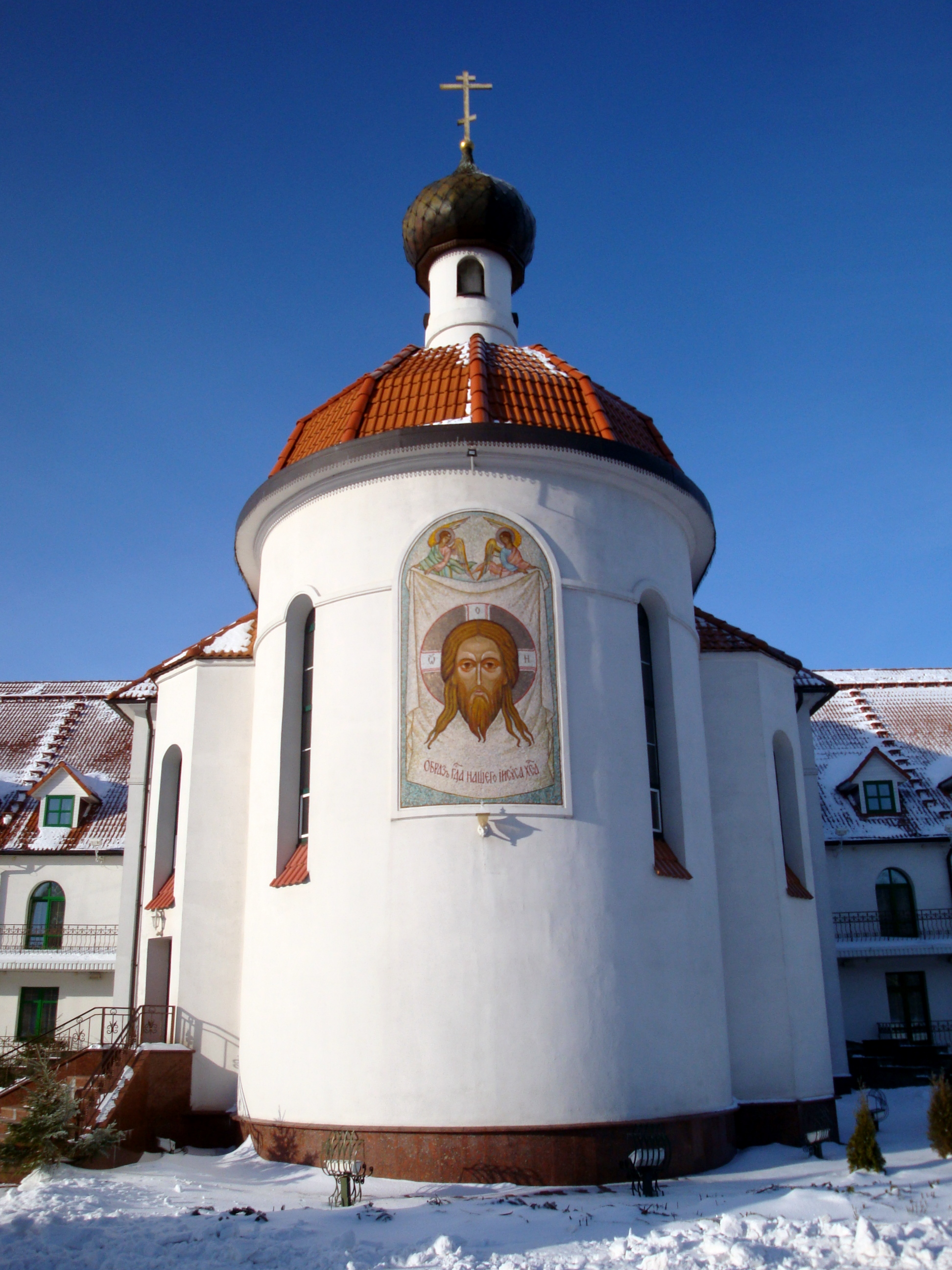
Cerkiew św. Hioba w Mińsku
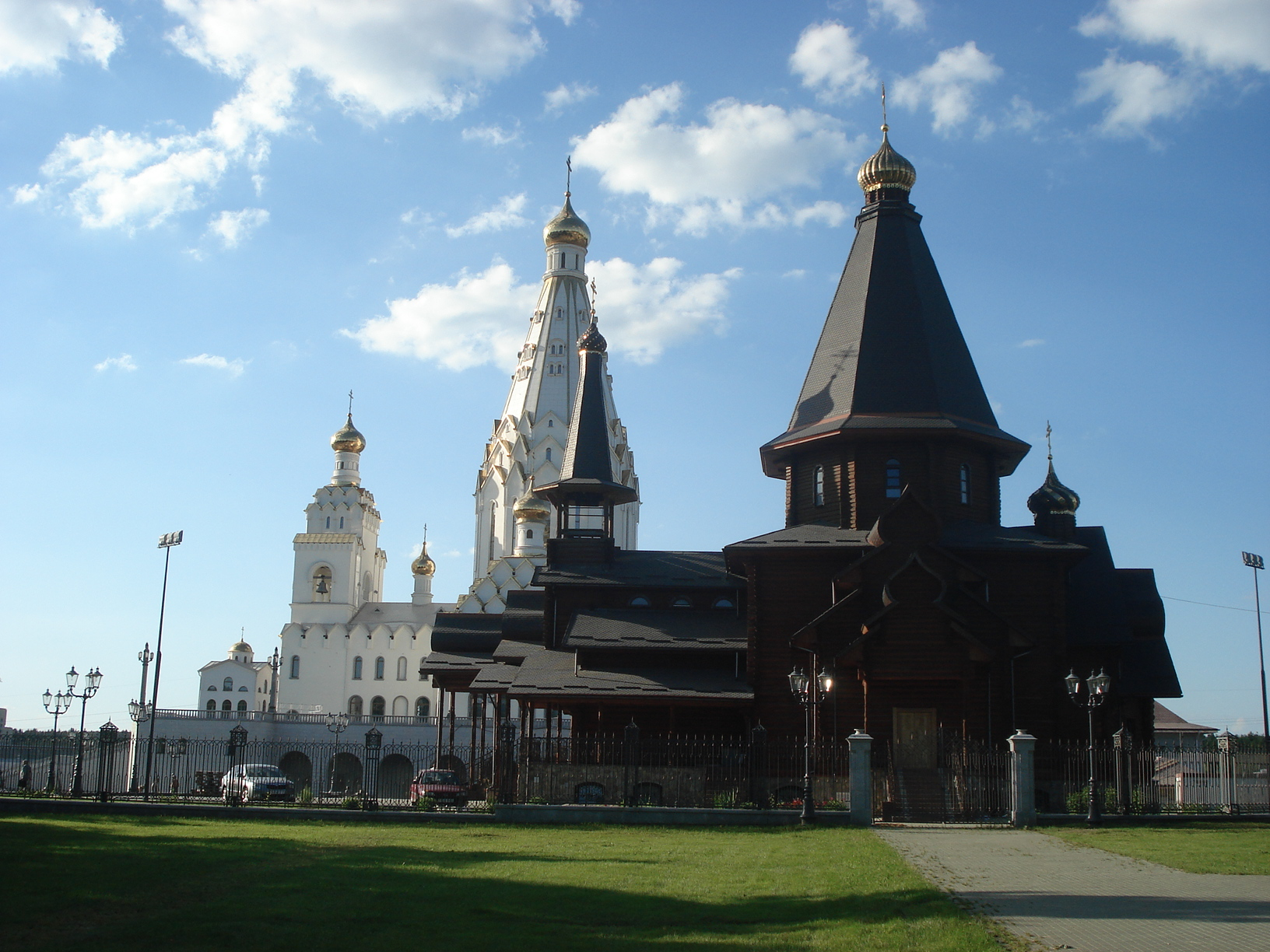
Cerkiew Świętej Trójcy w Mińsku (parafia Wszystkich Świętych)